# Irje
Irje je naselje u slovenskoj Općini Rogaškoj Slatini. Irje se nalazi u pokrajini Štajerskoj i statističkoj regiji Savinjskoj. 

## Stanovništvo
Prema popisu stanovništva iz 2002. godine naselje je imalo 295 stanovnika.